# نانسي سوندرز
نانسي سوندرز (بالإنجليزية: Nancy Saunders)‏ هي ممثلة أمريكية، ولدت في 25 يونيو 1925 بلوس أنجلوس في الولايات المتحدة.

## وصلات خارجية
- نانسي سوندرز على موقع IMDb (الإنجليزية)
- نانسي سوندرز على موقع ألو سيني (الفرنسية)
- نانسي سوندرز على موقع قاعدة بيانات الفيلم (الإنجليزية)